# روبرتا شيروود
روبرتا شيروود (بالإنجليزية: Roberta Sherwood)‏ هي مغنية أمريكية، ولدت في 1 يوليو 1913 في سانت لويس في الولايات المتحدة، وتوفيت في 5 يوليو 1999 في شيرمان أوكس في الولايات المتحدة.

## وصلات خارجية
- روبرتا شيروود على موقع IMDb (الإنجليزية)
- روبرتا شيروود على موقع ميوزك برينز (الإنجليزية)
- روبرتا شيروود على موقع ديسكوغز (الإنجليزية)
- روبرتا شيروود على موقع قاعدة بيانات الفيلم (الإنجليزية)